# 哈格斯海姆
哈格斯海姆是德国莱茵兰-普法尔茨州的一个市镇。总面积2.58平方公里，总人口2849人，其中男性1399人，女性1450人（2011年12月31日），人口密度1 104人/平方公里。